# Antic traçat del ferrocarril Manresa-Guardiola
L'Antic traçat del ferrocarril Manresa-Guardiola és una obra del municipi de Cercs (Berguedà) inclosa en l'Inventari del Patrimoni Arquitectònic de Catalunya. Són les restes de traçat i d'elements d'obra de l'antic ferrocarril de via estretade la línia Manresa-Berga-Guardiola que es troben dins el terme municipal de Cercs.

## Descripció
El recorregut d'aquest ferrocarril dins el terme de Cercs, és format actualment per dues seccions de via única. La primera, en sentit ascendent surt del darrere de la Colònia Rosal, remunta el Llobregat per la seva esquerra, travessa un túnel de llargada considerable per poc més enllà creuar el Llobregat a la seva banda dreta mitjançant un pont de dues arcades. Passat aquest pont hi ha un altre túnel en corba. Des d'aquí, el recorregut és ben traçat fins al pont de Pedret, on continua fins a tornar a trobar un altre pont, ara esfondrat que creuava el riu altra vegada cap a la seva banda esquerra. Des d'aquí, creuant el riu a peu mitjançant una palanca moderna es pot continuar seguint l'antic traçat fins als peus mateix de la presa de La Baells, passant per un petit túnel d'uns dos metres aproximadament.
La segona acció és formada, actualment, per les restes de l'antiga estació i carregador de carbó a la part baixa de la zona minera de La Consolació i per un petit túnel en corba, damunt mateix del traçat de l'actual carretera C-1411.

## Història
La concessió del tram comprés entre les antigues estacions d'Olvan-Berga i Guardiola-Bagà va ser atorgat per 99 anys a la "Compañia del Tramvia o Ferrocarril Económico de Manresa a Berga" l'any 1893. Aquesta companyia, que ja explotava el tram de Manresa a Olvan-Berga, no va poder inaugurar oficialment el seu servei al públic fins al 21 de novembre del 1904. La mateixa Cia. va mantenir la concessió de la línia fins a l'any 1961 en que signà un conveni d'administració amb Ferrocarriles Catalanes. Per la competència del transport per carretera, pel tancament que el 1963 va patir el tram que continuava de Guardiola a Clot del Moro i, bàsicament, per l'aprovació del projecte d'embassament a La Baells, que inundava bona part del recorregut, el sector d'Olvan-Berga a Guardiola-Bagà, va ser clausurat oficialment el 2 de maig de 1972. Les estacions existents en aquest tram eren: Olvan-Berga, La Baells, Cercs, Fígols, Collet, (mercaderies) i Guardiola-Bagà.